# Behati Prinsloo
Behati Prinsloo, född 16 maj 1989 i Grootfontein i Sydvästafrika (nuvarande Namibia), är en namibisk fotomodell . Hon är en av Victoria's Secret Angels.

## Karriär
Behati Prinsloo föddes i Grootfontein i Namibia, där hennes pappa är pastor och hennes mamma driver ett bed and breakfast.
Prinsloo upptäcktes av modellscouten Sarah Doukas när hon var 16 år gammal under en resa till Kapstaden i Sydafrika.
Hon har gått modevisningar för Chanel, Prada och Miu Miu och gjort omslag för bland annat Vogue, The Daily Telegraph Magazine, italienska Muse, ryska Vogue, svenska, franska och italienska Elle samt amerikanska Velvet. Kampanjer hon gjort för H&M, Chanel, Hugo Boss, Kurt Geiger, Marc by Marc Jacobs, Adore, Aquascutum, Nina Ricci, Max Studio, Tommy Hilfiger, DKNY jeans och Nine West. 
Prinsloo har gått Victoria's Secret Fashion Show sju år i rad, 2007-2013. År 2009 blev hon en Victoria's Secret Angel  och har varit ansikte utåt för deras undermärke Pink. Prinsloo är rankad nummer 14 sexigaste modellen på listan "The Top Sexiest Models" på models.com.

## Privatliv
Behati Prinsloo är nära vän med den kanadensiska modellen Coco Rocha, Victoria's Secret-modellen Candice Swanepoel och låtskrivaren Ali Tamposi.
Efter att ha varit ett par sedan 2012 gifte sig Prinsloo med artisten Adam Levine i juli 2014.